# 배틀 오브 브리튼
《배틀 오브 브리튼》(Battle of Britain)은 제2차 세계 대전 당시 영국 본토 항공전을 《지상 최대의 작전》처럼 세미 다큐멘터리 형식으로 다룬 1969년 영국 영화로, 가이 해밀턴이 감독하였다. 제임스 케너웨이와 윌프레드 그레이토렉스가 작성한 각본은 데릭 우드와 데릭 뎀프스터가 공저한 책 《The Narrow Margin》(1961)을 토대로 하였다. 대한민국에서는 ‘공군 대전략’이라는 이름으로 개봉하였다.
이 영화에 출연한 전투기와 폭격기들 중 영국측 전투기들은 영화 제작 당시 보존되어 있던 기체들이며, 독일군측 전투기들은 에스파냐 공군이 보유하고 있던 전투기들이다. 2000년대 들어와 제작된 전쟁 영화와 달리 이 영화는 당연히 컴퓨터 그래픽을 사용하지 않았고, 모든 장면은 실제 사용된 비행기들이 실전에서 사용된 기동전술, 편대 비행, 전투 기술을 보이면서 촬영되었다. 또, 폭파 장면도 실제 전투기(일부 모델)를 공중에서 폭파시키는 방식으로 촬영되어 사실감은 컴퓨터 그래픽보다 낫다고 할 수 있다.

## 줄거리
1940년 6월, 프랑스 공방전이 격렬하게 벌어지고 영국군과 프랑스군 모두에게 불리하게 돌아갔다. 영국 왕립 공군 조종사들은 독일 선발대가 진격하기 전에 작은 비행장을 비웠다. 조종사들은 영국군 및 프랑스군과 함께 루프트바페 항공기가 도착하여 맹렬한 기총소사를 가하는 순간 떠났다. 후퇴하는 영국군이 압도당하여 독일 국방군에 의해 바다로 밀려났던 됭케르크의 버려진 해변이 나타나고, 영국방송공사는 영국 총리 윈스턴 처칠이 "베강 장군이 '프랑스 공방전'이라고 불렀던 전투는 끝났습니다. 영국 본토 항공전이 막 시작되려 합니다."라고 선언했다고 보도한다.
중립국 스위스에서 독일 대사인 리히터 남작은 영국 대사 데이비드 켈리 경에게 새로운 평화 조건을 제안하며, 프랑스가 함락되고 미국이 여전히 확고히 고립주의를 유지하는 상황에서 홀로 싸우는 것은 희망이 없다고 말한다. 켈리는 "화이트홀을 행진하기 전까지는 우리를 위협하거나 명령하지 마시오... 그리고 그때조차 우리는 듣지 않을 것이오."라고 반박한다. 히틀러는 영국이 평화 조건을 받아들이기를 바라며 지연시키고, 영국 지휘관들은 이 지연을 이용하여 조종사와 지상 관제사를 훈련시키며 병력을 증강한다.
영국을 공중에서 정복하려는 작전은 독일 공군이 "독수리 작전"에서 새벽 공격을 개시하면서 시작된다. 그들은 스피트파이어와 허리케인 전투기를 발진시킬 시간을 갖기 전에 지상에서 영국 왕립 공군을 파괴하려고 한다. 벤트너와 도버에 있는 두 영국 레이더 기지가 작동 불능이 되고 여러 영국 왕립 공군 비행장이 손상되거나 파괴되지만, 손실은 비교적 경미하다. 남부 잉글랜드의 비행장이 반복적으로 공격받으면서 고된 소모전이 이어진다.
영국 왕립 공군 11비행단의 키스 파크와 12비행단의 트래퍼드 리맬러리 지휘관들 사이에 긴장이 고조된다. 리맬러리는 파크의 병력이 공중에서 적과 교전하는 동안 11비행단의 비행장을 보호하는 임무를 맡았지만, 계속되는 공습에서 12비행단 항공기는 보이지 않았다. 다우딩을 만나러 소환된 리맬러리는 독일군을 위에서 공격하기 위해 공중 함대를 구성하는 "빅 윙" 전술은 형성하는 데 시간이 걸린다고 설명하고, 파크는 너무 오래 걸리고 전술이 전혀 작동하지 않는다고 불평한다.
전투의 전환점은 야간에 악천후로 길을 잃은 독일 폭격기 편대가 폭탄을 투하하여 실수로 런던에 떨어뜨렸을 때 발생한다. 이에 대한 보복으로 영국 왕립 공군은 베를린을 공격한다. 피해는 미미했지만, 격분한 아돌프 히틀러는 공개적으로 런던을 초토화하라고 명령한다. 헤르만 괴링은 캠페인이 끝날 무렵이라고 확신하며 직접 공격을 지휘하기 위해 프랑스에 도착한다. 그들의 첫 북쪽 출격은 여전히 남쪽 비행장을 방어하고 있는 영국 왕립 공군을 우회하여 독일군이 방해받지 않고 폭격한다. 야간 공격이 이어지고 런던은 불타오른다.
자치령 병력을 보충하기 위해 영국 왕립 공군은 독일 점령 국가에서 탈출한 외국 조종사들을 받아들이고 훈련시키기 시작했다. 주된 어려움은 영어 부족이었다. 훈련 비행 중 자유 폴란드 공군 편대가 우연히 호위 없는 독일 폭격기 편대와 마주친다. 영국인 훈련 장교의 교전 회피 명령을 무시하고, 그들은 급강하하여 비정통적이지만 공격적인 전술로 여러 폭격기를 격추시킨다. 파크는 이 부대를 작전 상태로 승격시켜 보상하고, 다우딩도 캐나다인과 체코인 훈련생들에게 똑같이 조치한다.
그날의 사건을 논의하면서 파크와 다우딩은 독일군이 런던으로 전환한 것을 검토한다. 휴식을 얻은 파크는 비행장을 수리하고 비행단을 거의 완전한 전력으로 되돌릴 수 있을 것이라고 언급한다. 다우딩은 적의 폭격기가 런던에 도달할 수 있지만, 그들의 전투기 호위는 10분밖에 지원할 수 없다고 말한다. 그는 "런던으로 돌아서는 것은 독일군의 가장 큰 실수일 수 있다"고 결론짓는다.
다음 독일군 주간 공습은 대규모 영국 왕립 공군 전투기 편대가 일제히 공격하여 독일군 공격대를 압도한다. 루프트바페의 손실이 너무 심각하여 격분한 괴링은 독일 전투기들이 폭격기들과 함께 남아있도록 명령한다. 고도와 속도 모두를 빼앗긴 그들은 위에서 공격하는 영국 전투기들에게 쉬운 먹이가 된다. 처음으로 독일군의 손실이 영국군보다 커진다.
절정의 1940년 9월 15일 공중전이 시작되고, 영국 지상 관제는 모든 편대를 공중으로 보내고 예비 병력을 남기지 않는다. 런던 상공에서 벌어진 격렬한 전투는 양측에 막대한 손실을 입힌다.
다음 날 영국 왕립 공군은 결코 오지 않는 공습을 초조하게 기다린다. 독일 공군과 해군 병력은 해안에서 철수하여 비행장을 버리고 항구를 비운다. 괴링은 지휘관들을 배신자로 비난하며 전선을 떠난다. 다우딩은 정원을 내려다보고 하늘을 올려다보자 윈스턴 처칠의 말이 화면에 나타난다: "인간 분쟁의 역사에서 그토록 많은 이들이 그토록 적은 이들에게 그토록 많은 빚을 진 적은 없었다."

## 출연
- 해리 앤드루스
- 마이클 케인
- 트레버 하워드
- 이언 맥셰인
- 케네스 모어
- 로런스 올리비에
- 나이절 패트릭
- 크리스토퍼 플러머
- 마이클 레드그레이브
- 랠프 리처드슨
- 로버트 쇼
- 패트릭 와이마크
- 수재나 요크
- 마이클 베이츠
- 아일라 블레어
- 제임스 코스모
- 로버트 플레밍
- 배리 포스터
- 에드워드 폭스
- 데이비드 그리핀
- 잭 귈림
- 덩컨 러몬트
- 마일스 호일
- 쿠르트 위르겐스

## 한국판 성우진(MBC)
- 김현직 - 휴 다우딩(로런스 올리비에)
- 이영달
- 한규희
- 김용식
- 한상혁
- 김태훈
- 권혁수
- 이인성
- 이병식
- 최성우
- 신성호
- 이종오
- 김강산
- 이도련
- 박지훈
- 전국근
- 김호성
- 안종덕
- 최석필
- 장성호
- 윤성혜
- 엄태국
- 박소라
- 정남

## 같이 보기
- 영국 본토 항공전
- 됭케르크 철수 작전